# Орловка (Степной сельский округ)
Орловка (каз. Орловка) — село в Бородулихинском районе Абайской области Казахстана. Входит в состав сельского округа Степной. Находится примерно в 42 км к северо-востоку от районного центра, села Бородулиха. Код КАТО — 633883300.

## Население
В 1999 году население села составляло 236 человек (108 мужчин и 128 женщин). По данным переписи 2009 года, в селе проживало 156 человек (73 мужчины и 83 женщины).